# フィーバーファンタジー
フィーバーファンタジーは、1994年6月にSANKYOが発売した、主人公の「プリンセス・メイア」が敵と戦うストーリーが展開されるパチンコ機のシリーズ名。
フィーバーファンタジーⅢの1機種がある。

## 概要
液晶型のデジパチ。有効ラインは横3ライン、斜め2ラインである。この有効ライン上に8種類ある大当たり図柄のいずれかが揃えば大当たりとなる。小当たりの確変を搭載しており、図柄の7が有効ライン上のいずれかに揃うか上段ラインと下段ラインに2つの図柄が同時に揃う形で大当たりになった場合に確変に突入する。上段と下段に同時に揃う形は2種類あり、上段が紋章図柄•下段が冠図柄のパターンと、上段がコイン図柄•下段が王冠図柄のパターンがある。大当たりとなるパターンが38通りあり、そのうち7通りが確変突入パターンになるので確変突入率は7/38となる。確変突入後に再度確変となるパターンで大当たりした場合はそのまま確変状態は継続される。

小当たりはメインデジタルとは別に抽選が行われ、当選すると電チューが開放される。ミニデジタル用のスタートチャッカーは盤面左右に配置されており、玉が通過すると小当たりの抽選が行われる。本機の天穴にはワープルートもあり、ここに導かれた玉はメインデジタル用スタートチャッカーへの入賞率が高い。これは電チュー開放時も同様で、ワープルート経由からの玉は入賞率が高くなる。

玉を打ち出してからメインデジタル用スタートチャッカーへ入賞する可能性があるルートが5パターンある。メインデジタル横を経てスタートチャッカーに入賞するパターンが左右併せて2パターンあり、ミニデジタル用のスタートチャッカー兼用の肩ワープルートから入賞するパターンも左右併せて2パターンある。加えて天穴からのワープルートもあるので合計で5パターンとなる。

デモ画面と大当たり中の演出に主人公メイアが、敵ボスである「ナード」を倒すという内容のオリジナルストーリーが展開される。他の敵キャラクターに「デビル•タイガー」と「メタル•デーモン」がおり、大当たりラウンド中にはそれぞれの敵キャラクターと戦うストーリーが繰り広げられる。

同時期に発売された機種として、同社から1994年に発売された力士Ⅰやソンブレロなどがある。

## スペック
- フィーバーファンタジーⅢ
  - 賞球数 7&15
  - 大当たり最高継続 16R
  - 大当たり確率 1/220

## 図柄
- 7
- F
- 紋章
- コイン
- 兜
- ダイヤモンド
- 冠
- 王冠

## 演出
図柄は左→右→中の順番に停止する。盤面左右に配置されているサイドランプはリーチお知らせ機能を搭載しており、左デジタルが停止後に、サイドランプが点滅するとリーチが掛かる仕様である。このサイドランプは「FLASH」と書かれており、メインデジタルと同調している。左のデジタルが停止すると「A」が点灯し、右のデジタルが停止すると「F」と「H」が点灯する。

本機にはノーマルリーチ以外に大当たり図柄付近でのみ低速になり、大当たり図柄通過後は元の速さに戻るという動作を繰り返すアメリカンドリーム式のスーパーリーチが搭載されている。リーチが発生した時点で「リーチ！」と掛け声がかかるが、図柄が停止する前に再度「リーチ！」と掛け声がかかればスーパーリーチ発展の合図である。このスーパーリーチは最大で4周することがあり、長引くほどに大当たり信頼度が高くなる。スーパーリーチ発展後は1周するごとにサイドランプが1個ずつ点灯していき、4周目まで突入した場合はサイドランプが全灯して100%大当たりする仕様である。リーチ発生からスーパーリーチに発展して、4周目に移行するまでの時間は約30秒ほどかかる。図柄が揃って大当たりした後もアタッカーが開放されるまで15秒ほどかかるので、スーパーリーチ発展時は止め打ちをする方が無駄玉を減らし玉を節約できる。

確変突入時は、小当たり確率が1/11から10/11にアップする。電チューの開放時間も通常時の0.5秒から2.5秒まで延長され、ミニデジタルの変動時間も通常時の28秒から8秒へと短縮される。確変中はミニデジタルの変動中は打ち出しを止めて、電チューが開放されたタイミングに合わせて狙い打つ節約打法がある。
小デジタル回転開始の瞬間からちょうど台枠ランプが6回点滅した瞬間に止め打ちを解除し、5発玉を打ち出す。これで電チューの開放と同調し、無駄なく入賞を狙えるのだ。—『パチンコ必勝ガイド 1994 8•21号』p8

フィーバーレジェンドⅠから導入されるようになった大当たり図柄とは別に表示されるラッキーナンバーは、本機にも搭載されている。0〜9までの数字があり、大当たり後にいずれかが表示される仕組みである。これまでラッキナンバーのシステムを導入していた機種には数字の出現率に偏りがあるものもあったが、本機の数字の出現率には大きな偏りはない。

## サウンドトラック
- 『パチンコ・ミュージック・フロム SANKYO FEVER WARS』 キングレコード、1998年8月21日。KICA-1217。
  - BGMが収録されている。